# Urumqi Air
Urumqi Air (chinesisch 烏魯木齊航空) ist eine chinesische Fluggesellschaft mit Sitz in Ürümqi und Basis auf dem Flughafen Ürümqi-Diwopu.

## Geschichte
Urumqi Air wurde 2014 gegründet und führte ihren Erstflug am 29. August 2014 vom Flughafen Ürümqi-Diwopu nach Gulja durch. Sie befindet sich im Besitz der Hainan Airlines (70 %) und eines lokalen Regierungsfonds des Uigurischen Autonomen Gebiets Xinjiang (30 %). Seit 2016 ist Urumqi Air Mitglied in der U-FLY Alliance.
Der Verzicht auf die korrekte Schreibweise des Ortsnamens Ürümqi im Firmennamen der Fluggesellschaft ist ein Zugeständnis an den englischen Sprachraum und dessen Probleme mit gedruckten Umlauten.
Im Jahr 2019 wird Urumqi Air voraussichtlich als dritte Fluggesellschaft nach Chengdu Airlines und Genghis Khan Airlines – eine Comac C909 erhalten. Die C909 ist das erste strahlgetriebene Regionalverkehrsflugzeug, das überwiegend in der Volksrepublik China entwickelt wurde und dort gebaut wird. Die entsprechende Maschine mit der Seriennummer 115 absolvierte am 27. Oktober 2018 ihren Erstflug.

## Flotte
Mit Stand Juli 2022 besteht die Flotte der Urumqi Air aus 15 Flugzeugen mit einem Durchschnittsalter von 7,4 Jahren:
| Flugzeugtyp    | aktiv | bestellt | Anmerkungen               | Sitzplätze | Alter     |
| -------------- | ----- | -------- | ------------------------- | ---------- | --------- |
| Boeing 737-800 | 15    |          | mit Winglets ausgestattet | 189        | 7,4 Jahre |
| Comac C909-700 |       | 20       |                           |            |           |
| gesamt         | 15    | 20       |                           |            | 7,4 Jahre |

### Aktuelle Sonderbemalungen
| Bemalung      | Flugzeugtyp    | Luftfahrzeugkennzeichen | Zeitraum            | Bild |
| ------------- | -------------- | ----------------------- | ------------------- | --- |
| City of Hotan | Boeing 737-800 | B-5429                  | seit Juni 2023      | Bild gesucht Die Wikipedia wünscht sich an dieser Stelle ein Bild. Falls du dabei helfen möchtest, erklärt die Anleitung , wie das geht. |
| Kanas         | Boeing 737-800 | B-6268                  | seit September 2020 | |

## Ehemalige Flugzeugtypen
- Embraer 190